# Luigi Ghedina (alpinista)
Luigi Ghedina Bibi (Cortina d'Ampezzo, 2 marzo 1924 – Cortina d'Ampezzo, 26 agosto 2009) è stato un alpinista italiano.

## Biografia
Ghedina fece parte dal 1939 del prestigioso gruppo alpinistico degli Scoiattoli di Cortina, gruppo di cui entrò a far parte a solo 15 anni.
Nel 1945, a soli ventun anni, divenne guida alpina, entrando anche a far parte del Groupe de Haute Montagne.
Dal 1956 fin quasi alla morte è stato gestore del rifugio Pomedes, da lui costruito, alle pendici della Tofana di Mezzo, sotto la Punta Anna.

## Carriera alpinistica
Insieme ad altri scoiattoli Luigi aprì nuove vie:
- 12 luglio 1942: variante al Camino Barbaria (Becco di Mezzodì, difficoltà 5° superiore)
- 29 giugno 1942: Torrione Zesta, (Tofana di mezzo, difficoltà 6°)
- 16, 17 agosto 1942: via della Julia (Tofana di Rozes, difficoltà 5°/6°)
- 23 giugno 1943: via Direttissima degli Scoiattoli (Col Rosà, difficoltà 5°/6°)
- 28 agosto 1943: cresta E (3° Testa di Valsorey, Monte Vélan, difficoltà 4°)
- 7 ottobre 1943: via E (Punta Anna, Tofana, difficoltà 4°)
- 24 ottobre 1943: via S (Torrione Pomedes, Tofana, difficoltà 5°)
- 13, 14 luglio 1944: via Direttissima (Pomagagnon, difficoltà 6°)
- 17 giugno 1945: fessura SO (Torre Ovest del Tridente Cantore, Tofana, difficoltà 4°)
- 26 giugno 1945: via E (Sperone centrale della Tofana di mezzo, difficoltà 6°)
- 20 agosto 1945: via O (Lagazuoi, difficoltà 4° superiore)
- 8 settembre 1946: via S (Lagazuoi, difficoltà 4° superiore)
- 29 settembre 1946: via Normale (Pilastro di Rozes, Tofana di Rozes, difficoltà 6°)
- 21 settembre 1947: spigolo NO (Castelletto, Tofana, difficoltà 5°)
- 27 giugno 1948: via SO (Zestelis, Pomagagnon, difficoltà 5°)
- 3 settembre 1948: via Normale (Campanile Marino Rosada, Tofana, difficoltà 5° superiore)
- 8 settembre 1948: via Normale (Torre Buffa, Fanis, difficoltà 6°)
- 19 settembre 1948: via NO (Col Boccia, Lagazuoi, difficoltà 4° superiore)
- 21 luglio 1949: via O (Castelletto, Tofana, difficoltà 5°)
- 31 luglio 1949: via Normale (Pilastro E, Col dei Bos, difficoltà 6°)
- 18 settembre 1949: via Gran Diedro (Torre Travenanzes, Tofana, difficoltà 6°)
- 6 maggio 1950: via S (Punta Armando, Pomagagnon, difficoltà 4°/5°)
- 27 agosto 1951: via Normale (Torre Luisa, Nuvolau, difficoltà 5°)
- 2 settembre 1951: via O (Punta N, Monte Averau, difficoltà 3°/4°)
- 4 settembre 1951: via SO (Torrione Marcella, Lastoni di Formin, difficoltà 4°/5°)
- 10, 12 giugno 1952: via SO (Cima Scotoni, difficoltà 6° e 6° superiore)
- 26 agosto 1952: via S (Piccolo Lagazuoi, difficoltà 5°)
- 6 giugno 1954: via Direttissima (Torre piccola di Falzarego, Lagazuoi, difficoltà 5°)
- 28 giugno 1954: via Gran Diedro SE (Croda dei Rondoni, difficoltà 6°)
- 2 agosto 1954: via SO (Lastoni di Formin, difficoltà 4°/5°)
- 7 luglio 1955: via E (Punta Anna, Tofana, difficoltà 3°)
- 30 luglio 1955: canale di ghiaccio a destra del Menini (Antelao)